# ستيف فوستر (لاعب كرة قدم)
ستيف فوستر (بالإنجليزية: Steve Foster)‏ (3 ديسمبر 1974 في المملكة المتحدة - ) هو لاعب كرة قدم بريطاني في مركز الدفاع. لعب مع سكونثورب يونايتد ونادي بريستول روفيرز ونادي دونكاستر روفرز ونادي بليث سبارتانز ونادي مانسفيلد تاون ونادي وكينغ ونادي تلفورد يونايتد وسبنيمور تاون ‏ ودارلينجتون إف سى.

## وصلات خارجية
- ستيف فوستر على موقع قاعدة بيانات كرة القدم.إي يو (الإنجليزية)
- ستيف فوستر على موقع Soccerbase.com (لاعب) (الإنجليزية)